# Tetranychus puschelii
Tetranychus puschelii är en spindeldjursart som beskrevs av Meyer 1974. Tetranychus puschelii ingår i släktet Tetranychus och familjen Tetranychidae. Inga underarter finns listade i Catalogue of Life.